# Calochortus ciscoensis
Calochortus ciscoensis là một loài thực vật có hoa trong họ Liliaceae. Loài này được S.L.Welsh & N.D.Atwood mô tả khoa học đầu tiên năm 2008.